# NGC 4109
NGC 4109 is een spiraalvormig sterrenstelsel in het sterrenbeeld Jachthonden. Het hemelobject werd op 21 april 1851 ontdekt door de Ierse astronoom William Parsons.

## Synoniemen
- MCG 7-25-24
- ZWG 215.27
- NPM1G +43.0210
- PGC 38427